# Avenue du Grand Forestier
L'avenue du Grand Forestier (en néerlandais : Woudmeesterlaan) est une rue bruxelloise de la commune d'Auderghem fait le tour de l'étang Tenreuken.
Sa longueur est d'environ 310 mètres.

## Historique et description
Cette avenue fut tracée juste après le boulevard du Souverain et le creusement de l'actuel étang de Tenreuken.
Le 11 décembre 1910, Auderghem avait opté pour avenue du Panorama et le 4 juin 1910, un permis de bâtir était déjà délivré pour le chalet no 22.
Le collège de Watermael-Boitsfort choisit le 28 février 1911, un autre nom : avenue du Grand Forestier. L'avenue du Grand Forestier commence et finit à Watermael-Boitsfort mais sa plus grande partie est située à Auderghem. Une toute petite partie du chemin s'appelait jadis Lindestraet. Auderghem adopta finalement l'appellation donnée par la commune voisine.